# Châu Hưng (thị trấn)
Châu Hưng là thị trấn huyện lỵ của huyện Vĩnh Lợi, tỉnh Bạc Liêu, Việt Nam.

## Địa lý
Thị trấn Châu Hưng nằm ở trung tâm huyện Vĩnh Lợi, có vị trí địa lý:
- Phía đông giáp xã Hưng Thành và tỉnh Sóc Trăng
- Phía tây giáp xã Châu Thới và xã Long Thạnh
- Phía nam giáp xã Hưng Hội và thành phố Bạc Liêu
- Phía bắc giáp xã Châu Hưng A.

Thị trấn Châu Hưng có diện tích 31,98 km², dân số năm 2022 là 17.242 người, mật độ dân số đạt 539 người/km².

## Hành chính
Thị trấn Châu Hưng được chia thành 8 ấp: Bà Chăng, Cái Dầy, Mặc Đây, Nhà Thờ, Tân Tạo, Thông Lưu B, Xẻo Chích, Xẻo Lá.

## Lịch sử
Sau năm 1975, xã Châu Hưng thuộc huyện Vĩnh Lợi.
Ngày 20 tháng 12 năm 1975, Bộ Chính trị Đảng Cộng sản Việt Nam ban hành Nghị quyết số 19/NQ về việc điều chỉnh lại việc hợp nhất tỉnh ở miền Nam Việt Nam cho sát với tình hình thực tế, theo đó tỉnh Cà Mau và tỉnh Bạc Liêu được tiến hành hợp nhất vào ngày 1 tháng 1 năm 1976 với tên gọi ban đầu là tỉnh Cà Mau – Bạc Liêu. Khi đó, xã 
Châu Hưng thuộc huyện Vĩnh Lợi, tỉnh Cà Mau – Bạc Liêu.
Ngày 10 tháng 3 năm 1976, Ban đại diện Trung ương Đảng và Chính phủ về việc đổi tên tỉnh Cà Mau – Bạc Liêu thành tỉnh Minh Hải. Khi đó, xã Châu Hưng thuộc huyện Vĩnh Lợi, tỉnh Minh Hải.
Ngày 25 tháng 7 năm 1979, Hội đồng Bộ trưởng ban hành Quyết định số 275-CP về việc chia xã Châu Hưng thành 3 xã: Châu Hưng, Phước Hưng và Hòa Hưng.
Ngày 14 tháng 2 năm 1987, Hội đồng Bộ trưởng ban hành Quyết định số 33B-HĐBT về việc:
- Tách một phần diện tích và dân số của xã Châu Thới để sáp nhập vào xã Thới Thắng.
- Sáp nhập xã Thới Thắng và xã Phước Hưng vào Hòa Hưng.
- Tách một phần diện tích và dân số của xã Hòa Hưng để sáp nhập vào xã Châu Hưng và xã Hưng Hội.

Xã Hòa Hưng có 4.954 ha đất và 9.991 nhân khẩu.
Xã Châu Hưng có 2.491 ha đất và 6.528 nhân khẩu.
Ngày 9 tháng 11 năm 1990, Ban Tổ chức Chính phủ ban hành Quyết định số 483/QĐ-TCCP về việc sáp nhập xã Hòa Hưng mới giải thể vào xã Châu Hưng và xã Châu Thới.
Ngày 6 tháng 11 năm 1996, Quốc hội ban hành Nghị quyết về việc chia tỉnh tỉnh Minh Hải thành tỉnh Bạc Liêu và tỉnh Cà Mau. Khi đó, xã Châu Hưng thuộc huyện Vĩnh Lợi, tỉnh Bạc Liêu.
Ngày 13 tháng 5 năm 2002, Chính phủ ban hành Nghị định số 55/2002/NĐ-CP về việc thành lập xã Châu Hưng A trên cơ sở điều chỉnh 2.959,21 ha diện tích tự nhiên và 9.680 nhân khẩu của xã Châu Hưng.
Sau khi điều chỉnh địa giới hành chính, xã Châu Hưng còn lại 2.801,92 ha diện tích tự nhiên và 11.164 nhân khẩu.
Ngày 26 tháng 7 năm 2005, Chính phủ ban hành Nghị định số 96/2005/NĐ-CP về việc thành lập huyện Hòa Bình trên cơ sở một phần diện tích và dân số của huyện Vĩnh Lợi. Xã Châu Hưng trực thuộc huyện Vĩnh Lợi.
Ngày 28 tháng 9 năm 2006, UBND tỉnh Bạc Liêu ban hành Quyết định số 659/QĐ-UBND về việc công nhận xã Châu Hưng là đô thị loại V.
Ngày 6 tháng 4 năm 2007, Chính phủ ban hành Nghị định số 57/2007/NĐ-CP về việc thành lập thị trấn Châu Hưng – thị trấn huyện lỵ của huyện Vĩnh Lợi trên cơ sở toàn bộ 3.155 ha diện tích tự nhiên và 11.311 nhân khẩu của xã Châu Hưng; điều chỉnh toàn bộ 265,23 ha diện tích tự nhiên và 1.438 nhân khẩu của ấp Xẻo Chích thuộc xã Châu Thới.
Thị trấn Châu Hưng có 3.420,23 ha diện tích tự nhiên và 12.749 nhân khẩu.

## Kinh tế - xã hội

### Kinh tế
Cơ cấu kinh tế tiếp tục chuyển dịch tích cực, tăng tỷ trọng theo hướng công nghiệp, tiểu thủ công nghiệp, thương mại và dịch vụ. Toàn thị trấn hiện có 14 cơ sở công nghiệp, tiểu thủ công nghiệp, 21 cơ sở lưu trú và 12 cơ sở kinh doanh ăn uống.
Trong 5 năm qua (2015 - 2020), thị trấn Châu Hưng còn quan tâm chăm lo tốt các đối tượng chính sách, người có công và thực hiện tốt công tác an sinh xã hội. Cụ thể là vận động các nguồn lực xây mới, sửa chữa 182 căn nhà tình nghĩa, tình thương, nhà đại đoàn kết; giúp đỡ vốn, cây - con giống cho 114 hộ nghèo,... Nhờ đó mà tỷ lệ hộ nghèo trên địa bàn hiện nay giảm còn 2,38%.
Năm 2020, tốc độ tăng trưởng bình quân của thị trấn Châu Hưng đạt 7,6%/năm (chỉ tiêu Nghị quyết 7%). Cơ cấu kinh tế chuyển dịch tích cực, tăng tỉ trọng thương mại, dịch vụ, giảm tỉ trọng nông nghiệp. Công nghiệp, tiểu thủ công nghiệp và xây dựng (CN - TTCN & XD) chiếm 25%, tạo động lực cho phát triển đô thị. Thương mại - dịch vụ (TM - DV) chiếm 31%, đóng góp vào sự tăng trưởng ngành TM-DV trên địa bàn. Nông nghiệp chiếm tỉ trọng 41%. Thu nhập bình quân đầu người đạt 55,4 triệu đồng/người/năm, thu ngân sách vượt chỉ tiêu pháp lệnh (4.416.765.000 đồng, đạt 101,51%). Văn hóa - xã hội có sự tiến bộ; an sinh xã hội đảm bảo; quốc phòng - an ninh được giữ vững. Công tác xây dựng Đảng đạt được những kết quả tích cực. Bộ mặt đô thị khởi sắc, đời sống vật chất và tinh thần của người dân được nâng lên, tạo sự tin tưởng, phấn khởi trong cán bộ, đảng viên và các tầng lớp nhân dân.

### Giáo dục
Trong năm qua, cấp ủy đảng, chính quyền luôn quan tâm, chú trọng đầu tư cơ sở vật chất đáp ứng yêu cầu đổi mới, nâng cao chất lượng dạy và học, đến nay trên địa bàn thị trấn có 2 trường đạt chuẩn quốc gia mức độ II (Trường Tiểu học Hoa Lư và Trường Mầm non Sơn Ca).

### Chợ
Hiện nay, thị trấn có chợ thị trấn Châu Hưng cạnh Quốc lộ 1, ấp Cái Dầy.

### Y tế
Hiện nay, thị trấn có 1 trạm y tế tại ấp Xẻo Chích.

## Văn hóa
Các hoạt động văn hóa - thông tin, thể dục - thể thao tiếp tục được nâng cao, ngày càng phong phú, đa dạng phục vụ kịp thời nhiệm vụ chính trị và đời sống tinh thần của Nhân dân. Phong trào “Toàn dân đoàn kết xây dựng đời sống văn hóa ở khu dân cư” từng bước đi vào chiều sâu, tạo được sự chuyển biến và đạt những kết quả đáng phấn khởi. Thị trấn Châu Hưng có 100% hộ có phương tiện nghe nhìn, 75% người dân được tiếp cận dịch vụ Internet, có 3.504 hộ được bình xét đạt chuẩn Gia đình văn hóa.
Phong trào “Toàn dân đoàn kết xây dựng đời sống văn hóa” gắn với thực hiện cuộc vận động “Toàn dân đoàn kết xây dựng nông thôn mới, đô thị văn minh” ngày càng đi vào chiều sâu và thu được nhiều kết quả tích cực; đến nay, 8/8 ấp đạt chuẩn văn hóa từ 9 năm liền trở lên, 4/4 đơn vị trường học, quỹ tín dụng nhân dân giữ vững danh hiệu đơn vị văn hóa.

## Giao thông
Kết cấu hạ tầng được đầu tư, diện mạo thị trấn thay đổi khá rõ nét. Tranh thủ sự quan tâm đầu tư của huyện, trong nhiệm kỳ qua, thị trấn Châu Hưng đã làm mới 5 tuyến lộ với chiều dài 9,5 km; xây dựng mới và sửa chữa 10 cây cầu. Đồng thời còn đầu tư nâng cấp, làm mới các tuyến giao thông chính nối liền các ấp và các khu dân cư; đầu tư 5 tuyến điện, nâng tỷ lệ hộ sử dụng điện an toàn trên địa bàn thị trấn lên 99,2%, tăng 2,2% so với năm 2015.
Thị trấn Châu Hưng có 17 tuyến đường đô thị chính:
| - Quốc lộ 1 - Đường 19/5 - Hoa Lư - Bùi Văn Viết - Lê Thị Quý - Võ Văn Kiệt | - Ngô Quang Nhã - Nguyễn Phúc Nguyên - Ngô Văn Ngộ - Phạm Thị Chữ - Nguyễn Thị Dần - Trương Thị Cương | - Lê Thị Mạnh - Huỳnh Thị Hoa - Huỳnh Thị Ngó - Tân Tạo |